# Fascination Street Studios
Koordinaten: 59° 14′ 18,5″ N, 15° 18′ 43,1″ O

Logo des Fascination Street Studios

Die Fascination Street Studios sind ein schwedisches Musikstudio in der mittelschwedischen Stadt Örebro rund 200 km westlich von Stockholm. Es ist auf alle Produktionsschritte bei einer Musikproduktion spezialisiert, es werden also sowohl die Aufnahmen als auch die Abmischung und das Mastering durchgeführt. Betrieben wird es von Jens Bogren (* 13. November 1979). Die Hauptkundschaft besteht aus Rock- und Metal-Bands.

## Geschichte
Gegründet wurde das Studio im Jahr 2004 von Jens Bogren im nördlichen Teil von Örebro, in der Forlunda-Straße 310. Nach einigen Jahren ließ Bogren im Süden Örebros ein neues Haus bauen, in der Stortorp Straße 507, in dem sich seitdem das Studio sowie eine Wohnung für die Bands befindet.

## Beschreibung
Das heutige Studio besteht aus zwei Doppelhaushälften. In der einen Hälfte ist das eigentliche Studio untergebracht. Es verfügt über einen eher kleineren Aufnahmeraum und einen großen Kontrollraum, in dem auch das Abmischen und Mastern stattfindet.
Die andere Haushälfte ist als Wohnung ausgebaut worden, die durch Bands während der Aufnahmen zum Selbstkostenpreis gebucht werden kann. Die Wohnung verfügt über drei Schlafzimmer mit insgesamt fünf Betten, eine Küche, ein Wohnzimmer sowie ein Badezimmer.

## Bekannte Kunden und Werke
In den Fascination Street Studios nahmen schon viele Größen der schwedischen und internationalen Rock- und Metal-Szene Alben auf. Die folgende Tabelle gibt eine Auswahl von Alben wieder, die in den Fascination Street Studios aufgenommen wurden.
| VÖ-Jahr | Band                   | Album                                                  | Prozess                                       |
| ------- | ---------------------- | ------------------------------------------------------ | --------------------------------------------- |
| 2004    | Bloodbath              | Nightmares Made Flesh                                  | Aufnahmen und Abmischung                      |
| 2005    | Soilwork               | Stabbing the Drama                                     | Aufnahmen und Abmischung                      |
| 2005    | Millencolin            | Kingwood                                               | Aufnahmen und Abmischung                      |
| 2005    | Pain of Salvation      | BE (Original Stage Production)                         | Abmischung                                    |
| 2005    | Opeth                  | Ghost Reveries                                         | Aufnahmen und Abmischung                      |
| 2006    | Katatonia              | The Great Cold Distance                                | Aufnahmen und Abmischung                      |
| 2006    | Amon Amarth            | With Oden on Our Side                                  | Aufnahmen und Abmischung                      |
| 2007    | Pain of Salvation      | Scarsick                                               | Schlagzeugaufnahmen, Co-Abmischung, Mastering |
| 2007    | Opeth                  | The Roundhouse Tapes                                   | Abmischung                                    |
| 2008    | Draconian              | Turning Season Within                                  | Aufnahmen und Abmischung                      |
| 2008    | Paradise Lost          | The Anatomy of Melancholy                              | Abmischung und Mastering                      |
| 2008    | Opeth                  | Watershed                                              | Aufnahmen, Abmischung, Mastering              |
| 2008    | Hammerfall             | Masterpieces                                           | Aufnahmen, Abmischung, Mastering              |
| 2008    | Eluveitie              | Slania                                                 | Aufnahmen, Abmischung, Mastering              |
| 2008    | Amon Amarth            | Twilight of the Thunder God                            | Aufnahmen, Abmischung, Mastering              |
| 2008    | Heavenwood             | Redemption                                             | Abmischung und Mastering                      |
| 2009    | Pain of Salvation      | Ending Themes - On the Two Deaths of Pain of Salvation | Abmischung und Mastering                      |
| 2009    | Paradise Lost          | Faith Divides Us – Death Unites Us                     | Aufnahmen, Abmischung, Mastering              |
| 2009    | God Forbid             | Earthsblood                                            | Abmischung                                    |
| 2009    | Dir en grey            | Earthsblood                                            | Abmischung                                    |
| 2009    | Katatonia              | Night Is the New Day                                   | Mastering                                     |
| 2009    | Dikta                  | Get It Together                                        | Abmischung und Mastering                      |
| 2009    | Swallow the Sun        | New Moon                                               | Aufnahmen, Abmischung, Mastering              |
| 2010    | Ihsahn                 | After                                                  | Abmischung und Mastering                      |
| 2010    | Grand Magus            | Hammer of the North                                    | Abmischung                                    |
| 2010    | Soilwork               | The Panic Broadcast                                    | Schlagzeugaufnahmen und Abmischung            |
| 2010    | James LaBrie           | Static Impulse                                         | Abmischung und Mastering                      |
| 2010    | Enslaved               | Axioma Ethica Odini                                    | Abmischung und Mastering                      |
| 2011    | Symphony X             | Iconoclast                                             | Abmischung, Mastering                         |
| 2011    | Turisas                | Stand Up and Fight                                     | Abmischung                                    |
| 2011    | Amon Amarth            | Surtur Rising                                          | Aufnahmen, Abmischung, Mastering              |
| 2011    | Before the Rain        | Frail                                                  | Mastering                                     |
| 2011    | Draconian              | A Rose for the Apocalypse                              | Gesangs-Aufnahmen, Abmischung & Mastering     |
| 2011    | Devin Townsend Project | Deconstruction                                         | Abmischung                                    |
| 2012    | Kreator                | Phantom Antichrist                                     |                                               |
| 2012    | Headspace              | I Am Anonymous                                         | Abmischung                                    |
| 2017    | The Hirsch Effekt      | Eskapist                                               | Mastering                                     |